# Eustacio Maleino
Eustacio Maleino (en griego: Εὐστάθιος Μαλεΐνος; transliteración: Eustáthios Maleínos) fue un general bizantino y una de las figuras más ricas e influyentes de la aristocracia militar de Anatolia de finales del siglo X. Desempeñó altos cargos administrativos y militares el Este del Imperio y participó en las revueltas aristocráticas contra el emperador Basilio II Bulgaróctono (r. 976-1025). Aunque combatió contra Bardas Esclero, apoyó la rebelión de su sobrino Bardas Focas el Joven. Tras el fracaso de esta última, evitó el castigo, pero su ostentosa riqueza provocó su caída. Basilio II lo confinó en una mansión en Constantinopla y, tras su muerte, confiscó sus bienes.

## Biografía

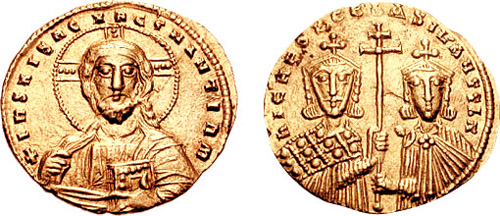
Histamenon de oro de Nicéforo II Focas (r. 963-969). Basilio II, yerno menor y coemperador de Nicéforo II, está representado en el reverso

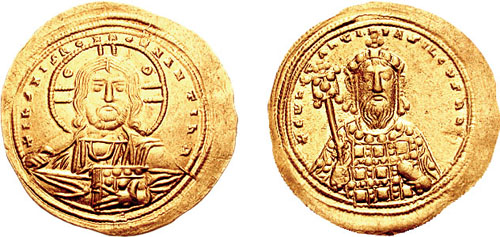
Histamenon de Constantino VIII

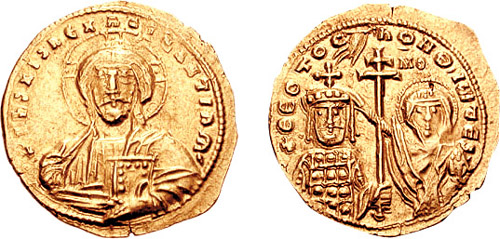
Histamenon de Juan I Tzimisces

Eustacio era hijo de Constantino Maleino, un general de alto rango y gobernador del tema de Capadocia. La familia Maleino constituía una de las familias más poderosas e influyentes de la aristocracia terrateniente de Asia Menor, debido a su estrecha relación con la familia Focas, proporcionó numerosos generales al Imperio bizantino. Eustacio podía confiar tanto en su prestigio familiar como en su experiencia militar para alcanzar un alto cargo. De esta manera se convirtió en strategos del Tema de Licando, antes de que su primo, el emperador Nicéforo II Focas (r. 963-969), lo nombrara como el primer dux bizantino de Antioquía tras conquistar la ciudad en octubre de 969, también mantuvo el puesto en Licando. Aproximadamente un año después del asesinato de Nicéforo II en diciembre de 969, Juan I Tzimisces, (r. 969-976) lo trasladó a Tarso, en Cilicia, cargo que aún ocupaba en 976, cuando el joven Basilio II asumió el poder como emperador principal.
El ascenso de Basilio II al gobierno imperial no fue bien recibido por la aristocracia militar, cuyos miembros, respaldados por el ejército, por sus vastas propiedades y por extensas redes de clientelismo, habían dominado el poder durante las tres décadas previas, cuando Nicéforo Focas y Juan Tzimisces gobernaron como protectores nominales de Basilio y su hermano menor Constantino VIII. Poco después de la muerte de Tzimisces, en enero de 976, su principal aliado, el doméstico de las escolas Bardas Esclero, asumió el título de emperador. Maleino, partidario de los Focas y, por ende, opositor de los aliados de Tzimisces, permaneció leal a Basilio. Aunque no logró contener eficazmente el estallido de la rebelión desde su base en la región de Melitene, en los montes Antitauro, y sufrió una severa derrota frente a los rebeldes a finales del verano de 976, Maleino se mantuvo lealmente como general hasta que lograron sofocar la revuelta de forma definitiva en 979.
Para poder sofocar exitosamente la rebelión de Bardas Esclero, Basilio II y su influyente ministro, el parakoimomenos Basilio Lecapeno, se vieron obligados en 978 a convocar del exilio al general Bardas Focas el Joven, sobrino del emperador Nicéforo II, y lo nombraron comandante de los ejércitos orientales. Tras derrotar a Esclero, Focas y sus seguidores comenzaron a conspirar contra Basilio II. Aunque el conflicto no estalló de inmediato, el historiador Mark Whittow describió esta situación como una «guerra fría» entre ambas facciones. En 985, Basilio II tomó drásticas medidas y ordenó la destitución o la reasignación de varios generales orientales leales a los Focas: Bardas Focas asumió el cargo de duque de Antioquía y Eustacio Maleino perdió sus funciones militares. Sin embargo, en 986, tras la humillante derrota de Basilio frente a los búlgaros en la Batalla de la Puerta de Trajano y el regreso de Esclero del exilio en Bagdad, el emperador se vio forzado a restituir a Bardas Focas como comandante en jefe del Oriente. Focas, astutamente, atrajo a Esclero a una reunión, donde lo mandó arrestar. No obstante, el enfrentamiento decisivo por el trono era ya inevitable: el 15 de agosto o el 14 de septiembre de 987, en la residencia de Maleino en el tema de Carsiano, los líderes de las familias aristocráticas proclamaron a Bardas Focas como emperador.
La rebelión de Bardas Focas pronto se extendió por toda Anatolia. En una situación desesperada por la falta de tropas leales, Basilio II selló una alianza matrimonial con el Rus de Kiev: a cambio de su hermana Ana Porfirogéneta, Vladimiro I de Kiev (r. 980-1015) envió 6000 varegos, con los cuales Basilio pudo sofocar la revuelta. El propio Focas cayó en la batalla. Con excepción de algunos de sus colaboradores más cercanos, Basilio trató con relativa clemencia a los partidarios de Focas. Así, a pesar de ser uno de los principales partidarios de la rebelión, Eustacio Maleino conservó su título cortesano de magistrado cortesano y sus extensas propiedades, una de las cuales, según fuentes árabes, abarcaba desde Claudiopolis, en Bitinia, hasta el río Sakarya, cubriendo un área de aproximadamente 115 kilómetros cuadrados.
En 995, tras regresar de su campaña contra el califato fatimí en Siria, Basilio II se hospedó en las propiedades de Maleino, quien con sus propios recursos abasteció suntuosamente las necesidades del séquito imperial y de todo el ejército. Impresionado y a la vez alarmado por esta ostentosa exhibición de riqueza y poder, Basilio llevó a Maleino a Constantinopla prácticamente como rehén. En enero de 996, promulgó una ley contra la apropiación ilegal de tierras comunales por parte de la aristocracia terrateniente, los llamados dynatoi (los poderosos), en un intento por limitar su influencia. Confinado desde entonces en la capital, Maleino recibió un trato favorable, pero, como describe el cronista Juan Escilitzes, «proporcionándole abundantemente todo lo que necesitaba, Basilio encarceló a Eustacio, como si fuera un animal salvaje en una jaula». Tras su muerte, el emperador confiscó todas sus propiedades y fortuna.